# 4 Seasons of Loneliness
4 Seasons of Loneliness è un singolo del gruppo R&B statunitense Boyz II Men, pubblicato nel 1997 ed estratto dall'album Evolution.

## Tracce
- Maxi CD

1. 4 Seasons of Loneliness (radio edit) — 4:27
2. 4 Seasons of Loneliness (B II M version) — 5:30
3. 4 Seasons of Loneliness (instrumental version) — 4:52
4. 4 Seasons of Loneliness (a cappella) — 4:41

## Classifiche
| Classifiche (1997) | Posizione massima |
| ------------------ | ----------------- |
| Stati Uniti        | 1                 |